# 古德溫冰川
古德溫冰川（英語：Goodwin Glacier），是南極洲的冰川，位於葛拉漢地的丹科海岸，最終在佩爾唐角以南注入弗蘭德雷斯灣，由比利時的探險隊繪入地圖，現時由南極條約體系管理。